# Isoperla rainiera
Isoperla rainiera är en bäcksländeart som beskrevs av Jewett 1954. Isoperla rainiera ingår i släktet Isoperla och familjen rovbäcksländor. Inga underarter finns listade i Catalogue of Life.